# Apheledes
Apheledes is een kevergeslacht uit de familie van de boktorren (Cerambycidae). De wetenschappelijke naam van het geslacht werd voor het eerst geldig gepubliceerd in 1888 door Pascoe.

## Soorten
Apheledes omvat de volgende soorten:
- Apheledes dubius Villiers, Quentin & Vives, 2011
- Apheledes griseobasalis Villiers, Quentin & Vives, 2011
- Apheledes peyrierasi Villiers, Quentin & Vives, 2011
- Apheledes stigmatipennis (Fairmaire, 1887)